# Sozialgeld
Sozialgeld war in Deutschland vom 1. Januar 2005 bis zum 31. Dezember 2022 eine Sozialleistung nach dem Zweiten Buch Sozialgesetzbuch. Sie wurde im Rahmen der Grundsicherung für Arbeitssuchende Personen gewährt, die nicht erwerbsfähig waren und keinen Anspruch auf Grundsicherung im Alter und bei Erwerbsminderung (Leistungen nach dem Vierten Kapitel des Zwölften Buches) hatten, die aber mit erwerbsfähigen Leistungsberechtigten in einer Bedarfsgemeinschaft lebten.
Diese Personen hätten ansonsten einen Anspruch auf Hilfe zum Lebensunterhalt (Sozialhilfe nach dem Dritten Kapitel des Zwölften Buches) gehabt, die von den Trägern der Sozialhilfe gewährt wird (§ 97 SGB XII).
Das Sozialgeld wurde jedoch durch die für das ALG II zuständigen Jobcenter gewährt. Dadurch wurde erreicht, dass für die einzelnen Angehörigen einer Bedarfsgemeinschaft eine gemeinsame Behörde zuständig ist.
Seit dem 1. Januar 2023 erhalten Personen, die bisher einen Anspruch auf Sozialgeld hatten, das sog. Bürgergeld (§ 19 Abs. 1 Satz 2 SGB II).

## Leistungsberechtigte
Sozialgeld erhielten hilfebedürftige Personen, die
- nicht erwerbsfähig sind, weil sie unter den üblichen Bedingungen des allgemeinen Arbeitsmarktes nicht mindestens drei Stunden täglich arbeiten können, und
- mit einem erwerbsfähigen Hilfebedürftigen, der selbst dem Grunde nach Leistungen nach dem SGB II beanspruchen kann, in einer Bedarfsgemeinschaft im Sinne des § 7 Abs. 3 SGB II leben, und
- keinen Anspruch auf Grundsicherung im Alter und bei Erwerbsminderung nach § 41 SGB XII haben.

Der somit für das Sozialgeld in Betracht kommende Personenkreis umfasste folgende Personengruppen:
- Kinder bis zur Vollendung des 15. Lebensjahres, die in einer Bedarfsgemeinschaft leben,
1.699.413 (Stand Dezember 2018)[2]
- dauerhaft erwerbsunfähige Minderjährige in einer Bedarfsgemeinschaft bis zur Vollendung des 18. Lebensjahres oder
- volljährige Leistungsberechtigte in einer Bedarfsgemeinschaft, die weder voll erwerbsgemindert sind noch die Regelaltersgrenze erreicht haben.

Auch nicht erwerbsfähige, minderjährige Kinder von Auszubildenden, die eine nach dem BAföG oder nach §§ 51, 57, 58 SGB III (Berufsausbildungsbeihilfe) förderungsfähige Ausbildung absolvieren und deshalb nach § 7 Abs. 5 SGB II selbst keinen Anspruch auf ALG II haben, hatten Anspruch auf das Sozialgeld.

## Statistik
Im Mai 2019 gab es etwa 3 Millionen Bedarfsgemeinschaften nach dem SGB II in Deutschland, davon bezogen etwa eine halbe Million Sozialgeld. Es werden 75 Millionen Euro Sozialgeld pro Monat ausgezahlt. Eine Bedarfsgemeinschaft mit Anspruch auf Sozialgeld erhält im Durchschnitt 158 Euro Sozialgeld pro Monat. Der durchschnittliche Sozialgeldanspruch einer BG mit bis zu 2 Kindern unter 18 Jahren beträgt pro Kind 20 Euro in Alleinerziehenden-BG, 40 Euro in Partner-BG. Es gibt etwa 1 Million Bedarfsgemeinschaften mit Kindern, davon die Hälfte alleinerziehend.

## Umfang des Sozialgeldes
Das Sozialgeld umfasste die Leistung zur Deckung der folgenden Bedarfe:
- den Regelbedarf für Erwachsene, junge Erwachsene, Jugendliche oder Kinder nach §§ 20, 23 SGB II,
- die Mehrbedarfe nach §§ 21, 23 SGB II und
- die Bedarfe für Unterkunft und Heizung  nach §§ 22 ff. SGB II.

## Geschichte
Das Sozialgeld war eine Leistung für Hilfebedürftige, die im Januar 2005 aus den Änderungen der Sozialgesetze nach dem Hartz-Konzept entstanden ist.
Nach den Vorstellungen der Hartz-Kommission war vorgesehen, dass das Sozialgeld die bisherige Sozialhilfe ersetzen und von den Sozialämtern, also durch die Kommunen, verwaltet werden solle. Die Sozialämter sollten die Sozialhilfeberechtigten in einer Servicestelle unter dem Dach eines Jobcenters betreuen.
Dieses weitreichende organisatorische Konzept wurde letztlich nicht umgesetzt. Dem Gedanken einer einheitlichen Anlaufstelle („one-face-to-the-customer“) wurde dadurch Rechnung getragen, dass die nicht erwerbsfähigen Hilfebedürftigen, die mit ALG II-Empfängern in einer Bedarfsgemeinschaft leben, keine Sozialhilfe durch das Sozialamt, sondern Sozialgeld von der gleichen Stelle erhalten sollten, die auch das ALG II erbringt. Für alle anderen Nichterwerbsfähigen blieb es bei der Sozialhilfe.
Die als Zusammenlegung der beiden Leistungen Arbeitslosenhilfe und Sozialhilfe bezeichneten Maßnahmen betreffen somit nicht alle bisherigen Sozialhilfe-Empfänger. Aus den beiden zusammengefügten Leistungen sind daher drei geworden: ALG II, Sozialgeld und (weiterhin) Sozialhilfe. Das Sozialgeld nach SGB II wird, anders als die Sozialhilfe, nicht von den Kommunen, sondern vom Bund gezahlt.

## Vermögensfreibeträge
Es galten dieselben Freibeträge wie für erwerbsfähige Hilfebedürftige (→ ALG II-Freibeträge). Dies war ein erheblicher Unterschied gegenüber der Grundsicherung im Alter und bei Erwerbsminderung (Freibetrag 5.000 € → Vermögensanrechnung) und ebenso beim Wohngeld (dort „Vermögensfreigrenze“ genannt).

## Anrechnung von Einkommen
Einkünfte wurden wie beim Arbeitslosengeld II für erwerbsfähige Hilfebedürftige (→ Einkommensanrechnung) angerechnet. Zu den Einkünften zählten vor allem das Kindergeld, aber auch Kindesunterhalt, sowie die meisten anderen Sozialleistungen.